# گمینا زاوازکیه
گمینا زاوازکیه (به لهستانی:  Gmina Zawadzkie) یک گمینا در لهستان است که در شهرستان ستژلتسه واقع شده‌است. گمینا زاوازکیه ۸۲٫۲۴ کیلومتر مربع مساحت و ۱۲٬۸۷۴ نفر جمعیت دارد.

## خواهرخوانده
شهر دوبنیتسا ناد واهم خواهرخواندهٔ گمینا زاوازکیه هست.